# Ni del Serpentari
Ni del Serpentari (ν Ophiuchi) és un estel a la constel·lació del Serpentari, el portador de la serp, de magnitud aparent +3,31. Ocasionalment rep el nom de Sinistra, significant «l'esquerra» en llatí, si bé s'hi troba situada a la mà dreta d'Ophiuchus.

## Característiques
Distant 151 anys llum del sistema solar, Ni del Serpentari és un gegant taronja de tipus espectral K0III, també catalogat com a G9III, amb una temperatura efectiva de 4.965 ± 40 K. A partir del seu diàmetre angular —2,79 ± 0,11 mil·lisegons d'arc— s'obté que el seu radi és 14 vegades més gran que el radi solar. Gira sobre si mateix amb una velocitat de rotació projectada de 3,04 km/s, cosa que comporta un període de rotació de fins a 34 dies. La seva lluminositat equival a 123 vegades la lluminositat solar i presenta un contingut metàl·lic un poc per sobre del del nostre estel ([Fe/H] = +0,13). No obstant això, el seu contingut de cianogen és inferior a l'habitual, cosa que implica un baix contingut de nitrogen o carboni. Tres vegades més massiu que el Sol, té una edat aproximada de 330 - 445 milions d'anys.

## Companyes subestel·lars
Es coneix l'existència de dos nans marrons en òrbita al voltant de Ni del Serpentari. La més interior, denominada Ni del Serpentari b, va ser descoberta el 2004. Orbita a una distància mitjana de 0,18 ua de l'estel i el seu període orbital és de 536 dies.
Per la seva banda, Ni del Serpentari c va ser descoberta el 2010 i el semieix major de la seva òrbita és de 5,88 ua, corresponent un període orbital de 3169 dies. Tots dos objectes posseeixen una massa mínima similar, respectivament 22,3 i 24,5 vegades la massa de Júpiter per a Ni del Serpentari b i c. El més probable és que aquests dos companys subestel·lars s'hagen format en un disc circumestel·lar entorn de l'estel.